# Marcel Boudin

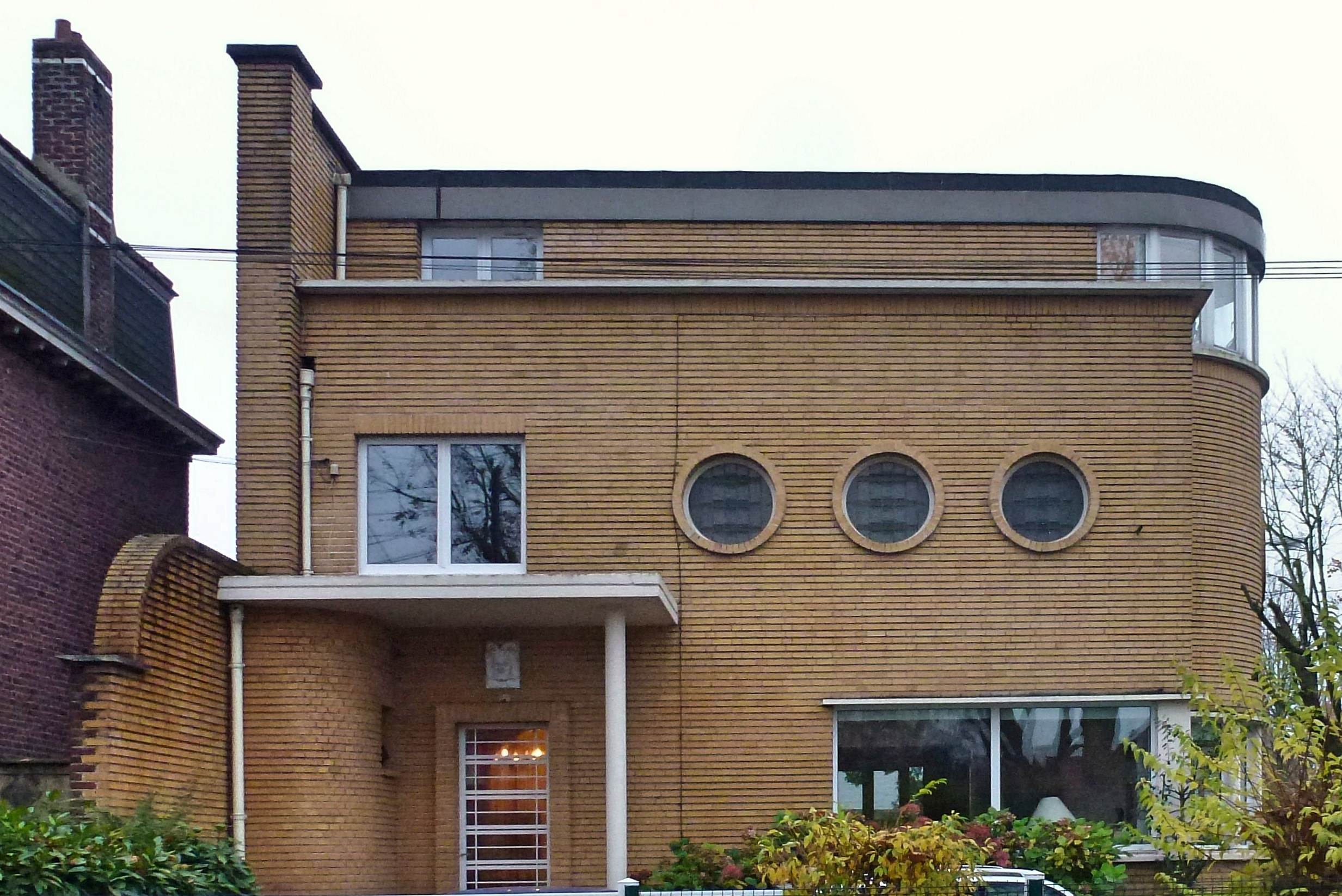
Lambersart la maison SDEZ

Marcel Boudin, né le 22 décembre 1902 à Lille et décédé le 10 août 1946 à Mons-en-Barœul, est un architecte français.

## Biographie
Marcel est le fils de l’architecte Henri Boudin (1851-1912) qui travailla en collaboration avec Charles Maillard. Il commence ses études à l’école régionale d’architecture de l’École des beaux-arts de Lille. Puis il continua sa formation à l’école nationale supérieure des beaux arts, élève de Jules Godefroy, Camille Lefèvre, Albert Ferran et Paul Bigot. Il est diplômé en 1932. Il est l'architecte du monument au morts de Pérenchies.
Ses deux réalisations majeures sont l’observatoire à Lille en 1932 et la maison d'habitation Sdez au 309 avenue de l'Hippodrome à Lambersart classés monuments historiques.
Il disparait en 1946, Charles Vollery reprend son cabinet en octobre 1946.

## Œuvres principales
- 1931 : Immeuble, 30 rue du Court-Debout, Lille[3]
- 1932 : Observatoire de Lille  Inscrit MH[4].
- 1933 : Villa Paul Sdez, 309 avenue de l'Hippodrome à Lambersart  Inscrit MH[5].
- 1947 : maison SOCORA dans la cité expérimentale de Merlan à Noisy-le-Sec[6]
- Maison 62 Rue Henri Poissonnier, Mons-en-Barœul
- Maison 200 rue De La Bassée, Lille